# Pinnow-Heideland
Pinnow-Heideland war eine von 1998 bis 2003 existierende kurzlebige Gemeinde im Amt Schenkendöbern (Landkreis Spree-Neiße, Brandenburg). Sie war ein Zusammenschluss der vier ursprünglich selbständigen Gemeinden Lübbinchen, Pinnow, Reicherskreuz und Staakow. 2003 schloss sich Pinnow-Heideland mit drei anderen Gemeinden zur Gemeinde Schenkendöbern zusammen, und das Amt Schenkendöbern wurde aufgelöst. Ende 2002 hatte Pinnow-Heideland 783 Einwohner.

## Geographische Lage
Die Gemeinde lag im nordwestlichen Teil des heutigen Gemeindegebietes von Schenkendöbern. Sie grenzte im Nordwesten und Norden an die Gemeinden Jamlitz und Leeskow (Amt Lieberose), im Norden an die Gemeinden Klein Muckrow und Groß Muckrow (Amt Friedland), über eine kurze Distanz auch an das Amt Schlaubetal, dann an die Gemeinden Treppeln und Henzendorf (Amt Neuzelle), im Osten an die Gemeinde Lutzketal und im Süden an Bärenklau (beide Amt Schenkendöbern), weiter im Süden an die Gemeinde Drewitz (Amt Jänschwalde), die Gemeinden Schönhöhe, Tauer und Preilack (Amt Peitz) und im Westen an Lieberose (Amt Lieberose).

## Geschichte
1992 schlossen sich Lübbinchen, Pinnow, Reicherskreuz und Staakow zusammen mit Atterwasch, Bärenklau, Grabko, Grano, Groß Drewitz, Groß Gastrose, Kerkwitz, Krayne, Lauschütz, Schenkendöbern und Sembten zum Amt Schenkendöbern zusammen. Als Zeitpunkt des Zustandekommen des Amtes wurde der 1. Oktober 1992 festgelegt. Alle Gemeinden gehörten damals noch zum Kreis Guben.
Zum 31. Dezember 1998 schlossen sich die Gemeinden Lübbinchen, Pinnow, Reicherskreuz und Staakow zur neuen Gemeinde Pinnow-Heideland zusammen. Zu diesem Zeitpunkt hatte die neue Gemeinde noch 799 Einwohner.
Am 18. Juli 2002 genehmigte das Ministerium des Innern des Landes Brandenburg den Zusammenschluss der Gemeinden Atterwasch, Bärenklau, Grabko, Lutzketal und Pinnow-Heideland zur neuen Gemeinde Schenkendöbern, der aber erst zum 26. Oktober 2003 rechtswirksam wurde. Ebenfalls zum 26. Oktober 2003 wurde die Gemeinde Gastrose-Kerkwitz per Gesetz in die neu gebildete Gemeinde Schenkendöbern eingegliedert. Das Amt Schenkendöbern wurde aufgelöst, die Gemeinde Schenkendöbern amtsfrei.  Lübbinchen, Pinnow, Reicherskreuz und Staakow sind heute Ortsteile von Schenkendöbern.

## Bürgermeister
Letzter Bürgermeister von Pinnow-Heideland war Siegfried Schulz.

## Belege
1. 1 2  Beitrag zur Statistik Landesbetrieb für Datenverarbeitung und Statistik Historisches Gemeindeverzeichnis des Landes Brandenburg 1875 bis 2005 19.13 Landkreis Spree-Neiße PDF
2. ↑  Bildung des Amtes Schenkendöbern. Bekanntmachung des Ministers des Innern vom 26. August 1992. Amtsblatt für Brandenburg - Gemeinsames Ministerialblatt für das Land Brandenburg, 3. Jahrgang, Nummer 81, 22. Oktober 1992, S. 1910/1.
3. ↑  Bildung der neuen Gemeinde Pinnow-Heideland. Bekanntmachung des Ministeriums des Innern vom 22. Dezember 1998. Amtsblatt für Brandenburg - Gemeinsames Ministerialblatt für das Land Brandenburg, 10. Jahrgang, Nummer 5, 9. Februar 1999, S. 72.
4. ↑  Bildung der neuen Gemeinde Schenkendöbern. Bekanntmachung des Ministeriums des Innern vom 18. Juli 2002. Amtsblatt für Brandenburg Gemeinsames Ministerialblatt für das Land Brandenburg, 13. Jahrgang, 2002, Nummer 31, 31. Juli 2002, S. 663 PDF
5. ↑  Sechstes Gesetz zur landesweiten Gemeindegebietsreform betreffend die Landkreise Dahme-Spreewald, Elbe-Elster, Oberspreewald-Lausitz, Oder-Spree und Spree-Neiße (6.GemGebRefGBbg) vom 24. März 2003, Gesetz- und Verordnungsblatt für das Land Brandenburg, I (Gesetze), 2003, Nr. 05, S. 93
6. ↑  Hauptsatzung der Gemeinde Schenkendöbern vom 29. September 2009 PDF
7. ↑  B. Remus: Viel für schönere Dorfbilder bewirkt (Seite nicht mehr abrufbar, festgestellt im Dezember 2022. Suche in Webarchiven)  Info: Der Link wurde automatisch als defekt markiert. Bitte prüfe den Link gemäß Anleitung und entferne dann diesen Hinweis. Lausitzer Rundschau vom 15. Mai 2003